# Iglesia de San Martín de las Tombetes
La iglesia de San Martín de las Tombetes era una iglesia románica cercana al pueblo de Moror, del término municipal de San Esteban de la Sarga, en el Pallars Jussá. Pertenecía a un poblado, el Despoblado de las tombetes, desaparecido posiblemente a finales de la Edad Media, del que, sin embargo, se pueden observar algunos restos.
Se desconoce el nombre, dado que las tombetes el nombre popular, moderno, es por la existencia de unas tumbas excavadas en la roca. Se ignora también si la advocación de san Martín que se le atribuye es la original. Si lo fuera, podría tratarse de un poblado de origen franco.
A ras del risco, en el lado sur, se pueden ver los encajes de la pared perimetral del recinto. Al otro lado se ha conservado un trozo de muro, de unos 6 metros de largo, hecho con sillares grandes y bien recortados. Yendo hacia levante se encuentran restos de construcciones, así como un gran hoyo y un silo. A continuación, más al este, hay un grupo de 9 tumbas excavadas en la roca. Unas hileras de piedra permiten ver la planta del que fue la iglesia. En la punta de la sierra, sobre el risco, más al este de la iglesia, se debieron de construir algunas casas, orientadas al sur.